# Sotomó
Sotomó corresponde a una localidad rural cercana a Puelo, en comuna de Cochamó, en la Región de Los Lagos de Chile.
Se ubica al sur oeste del Estuario de Reloncaví. Es parte integrante del parque nacional Alerce Andino, y corresponde a un sector costero de acceso marítimo. Es un lugar que cuenta con muchos esteros y está protegido del viento y las olas. Tiene una vista privilegia al volcán yates y montañas que dan forma al estuario. Cuenta con bosque templados y aromáticos sin intervención del hombre y una gran variedad de flora y fauna.

## Historia
Sotomó es conocido por sus Baños Termales y por la batalla naval entre españoles e indígenas en el año de 1578 descrita por el cronista Mariño de Lovera. De acuerdo a su relato, en este combate se perdieron 27 piraguas o dalcas, 500 hombres murieron y otros 170 fueron capturados, siendo considerado la primera batalla naval ocurrida en territorio chileno.
A partir del año 1780 se comienzan a instalar colonos provenientes del Seno de Reloncaví y los jesuitas instalan misiones en Ralún y Cochamó. Posteriormente, en 1896, se da inicio a un nuevo proceso de colonización en la zona patrocinado por el Gobierno de Chile.

## Accesibilidad y transporte
Se puede acceder a Sotomó en lancha desde Puelo Bajo, Yates, y también a través de un servicio de lancha pública que sale desde Caleta La Arena, llegando hasta el poblado de Sotomó.
En Puelo Bajo se ubica el Aeródromo Puelo Bajo.
En esta localidad existen servicios de alojamiento registrados, entre los que se cuentan los asociados a las Termas de Sotomó